# Росслав
«Росслав» — трагедия русского писателя Якова Княжнина, написанная в 1783, впервые поставленная на сцене и опубликованная в 1784 году. Считается одной из главных самобытных пьес этого автора.
Материал для пьесы Княжнин почерпнул в описании реальных исторических событий XVI века — восстания шведов во главе с Густавом Вазой против датского правления. Такой выбор был связан с общим интересом русского общества эпохи Екатерины II к Швеции и Дании. Основная интрига полностью выдумана. Главный герой, оказавшийся в плену русский по имени Росслав, отказывается рассказать тирану Христиерну, где скрывается законный шведский король, союзник России. В финале, когда народ восстаёт против тирана, Христиерн закалывается.
В этой трагедии Княжнин поставил перед собой цель показать на сцене русский национальный характер. Росслав изображён как олицетворение лучших черт русского человека. Он часто повторяет: «Я росс!», выступает против тирании, заявляет, что в России сколько «сограждан», столько и героев. По мнению Росслава, долг патриота стоит выше долга подданного. Пьеса пользовалась успехом, но после начала Французской революции была негласно запрещена как слишком опасная. Её снова начали ставить на сцене в первые годы XIX века, при этом самые острые места были исключены.